# Charles Bossicart
 Charles Jules Ghislain Bossicart, né à Saint-Pierre, le 29 décembre 1929 et y décédé le 16 juin 2002 fut un homme politique belge francophone libéral.
Il fut licencié en sciences commerciales et financières et courtier en assurances.
Il fut bourgmestre de Libramont, de 1959 jusqu'à son décès, membre du parlement,, et conseiller provincial de la province de Luxembourg.